# Gotthold Kreyenberg
Gotthold Kreyenberg (* 2. Mai 1837 in Cottbus, Königreich Preußen; † 31. Dezember 1898 in Iserlohn) war ein deutscher Pädagoge und Schulleiter, der sich besonders für die Verbesserung der höheren Mädchenbildung einsetzte.

## Leben und Wirken
Der Vater Gustav Kreyenberg war Gymnasialprorektor in Cottbus. Gotthold Kreyenberg studierte in Jena und Heidelberg und unternahm danach Auslandsreisen in die Schweiz, nach Italien und England.
1864 wurde er Lehrer am Realgymnasium zu St. Johann in Danzig und wechselte im selben Jahr an die Höhere Töchterschule in Graudenz in Westpreußen, 1866 ging er an die Höhere Töchterschule in Barmen in Westfalen.
1870 wurde er Direktor der städtischen Höheren Töchterschule in Iserlohn.
Gotthold Kreyenberg initiierte 1872 die erste Versammlung von Dirigenten und Lehrern höherer Töchterschulen in Weimar, die
eine Verbesserung der Qualität und Strukturen von höheren Mädchenschulen in einem Grundsatzprogramm forderte. Diese gilt als der Beginn einer höherqualitativen höheren Mädchenbildung im Deutschen Reich, außerdem entstand aus ihr der Deutsche Verein für das höhere Mädchenschulwesen als wichtigste Interessenvertretung.
Er engagierte sich auch für die Verbesserung der Lehrerinnenausbildung und für die Schaffung einer Altersversorgung für diese.
Gotthold Kreyenberg war Freimaurer. Er lebte bis zu seinem Tode in Iserlohn.

## Publikationen
Gotthold Kreyenberg veröffentlichte einige Schriften zur höheren Mädchenbildung und zu weiteren Themen, außerdem zahlreiche Artikel in Zeitschriften und Sammelwerken.
In seinen Schriften wies er aber öfter auf die seiner Meinung nach unterschiedlichen Bildungsbedürfnisse und -ziele in Mädchenschulen im Gegensatz zu Jungenschulen hin. Frauenrechtlerinnen wie Helene Lange würdigten zwar seine Initiative für die erste  Töchterlehrerversammlung in Weimar 1872, standen seinen Schriften aber ansonsten offenbar eher distanziert gegenüber, da er die Mädchenausbildung nicht gleichberechtigt mit der Knabenausbildung ansah.
Einzelwerke
- Mädchenerziehung und Frauenleben im Aus- und Inlande. Berlin 1872 (Überblickswerk); digitale-sammlungen.de
- Die Höhere Töchterschule. Leipzig 1873; Digitalisat
- Sorge für Lehrerinnen und Erzieherinnen. Thorn 1875.
- Gotthilf Salzmann und seine Bedeutung für unsere Zeit. Frankfurt a. M. 1884; 2. Auflage: 1896.
- Die deutsche höhere Mädchenschule. Geschichte und Entwickelung derselben bis in die neueste Zeit. Diesterweg,  Frankfurt a. M. 1887. Reprint 1989.
- Ernst der Fromme. Frankfurt a. M. 1890.
- Luise, Königin von Preußen. Berlin 1894.
- Karl Theodor Körner. Ein Lebens- und Charakterbild. Dresden 1892; 2. Auflage: hathitrust.org
- Geschichte der St. Johannis-Freimaurer-Loge Zur deutschen Redlichkeit im Oriente zu Iserlohn. Leipzig 1896; Digitalisat

Aufsätze und Artikel
- In: Bericht für die Höheren Töchterschulen und das mit denselben in Verbindung stehende Seminar für Lehrerinnen und Erzieherinnen zu Graudenz. 1866; Digitalisat